# Sorbus coronaria
Sorbus coronaria là loài thực vật có hoa trong họ Hoa hồng. Loài này được (L.) MacMill. miêu tả khoa học đầu tiên năm 1892.